# マルチン・ドズル

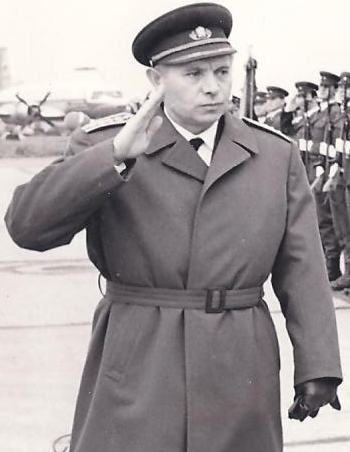
Martin Dzúr

マルチン・ドズル（Martin Dzúr, 1919年7月12日 - 1985年1月）は、チェコスロバキアの軍人、政治家。上級大将。
プロシュチン（現リプトフスキ・ミクラシュ地区）出身。1941年、スロバキア軍に召集され、東部戦線に送られた。1943年1月、ソ連に投降して赤軍の隊列に加わり、ドイツ軍と戦った。同年、チェコスロバキア共産党に入党。同年7月から兵卒、小隊長としてソ連領内で編成されたチェコスロバキア旅団に入り、その後、参謀・政治委員として勤務した。キエフ、ベーラヤ・ツェールコフィ、ジャスコヴォイ、ドゥケル、チェコスロバキアの解放に参加した。
戦後、チェコスロバキア人民軍に勤務。1952年にソ連の後方・輸送軍事アカデミー、1956年に同アカデミー附属高等学術課程を卒業。1961年から国防次官。1966年、ソ連軍参謀本部軍事アカデミーを卒業。1968年に国防相となる。
1971年からチェコスロバキア共産党中央委員会委員。チェコスロバキア社会主義共和国連邦議会代議員。